# Французька Ост-Індійська компанія

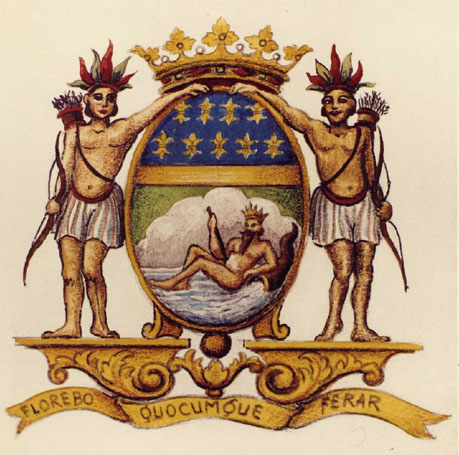
Герб компанії

Французька Ост-Індійська компанія (фр. Compagnie française pour le commerce des Indes orientales) — французька торговельна компанія. Заснована у 1664 р. міністром фінансів Ж.-Б. Кольбером. Першим генеральним директором компанії став Франсуа Карон, який тридцять років пропрацював у Голландській Ост-Індійській компанії, в тому числі і 20 років у Японії. Компанія зазнала невдачі під час спроби захопити острів Мадагаскар, задовольнившись сусідніми островами — Бурбон (тепер — Реюньйон) та Іль-де-Франс (тепер — Маврикій).
У 1719 році компанія була об'єднана Джоном Ло з Китайською компанією та іншими французькими торговельними компаніями під назвою Індійська компанія, але через 4 роки знову стала незалежною.
Деякий час компанія активно втручалася в індійську політику, укладаючи угоди з правителями південних індійських територій. Ці спроби були припинені англійським бароном Робертом Клайвом, що представляв інтереси Британської Ост-Індійської компанії. В результаті у 1769 році Французька компанія припинила існування.
Деякі факторії компанії (Пондішері та Чанданнагар) залишалися під контролем Франції до 1949 року.